# بورصة بوينس آيرس
بورصة بوينس آيرس (BCBA) ؛ (بالإسبانية: Bolsa de Comercio de Buenos Aires)‏هي المنظمة المسؤولة عن تشغيل البورصة الرئيسية في الأرجنتين والتي تقع في المنطقة التجارية المركزية في بوينس آيرس . تأسس في عام 1854،  وهو خليفة بنك ميركانتيل ، الذي أنشأه برناردينو ريفادافيا في عام 1822. 
نقلاً عن التعريف الذاتي لـبورصة بوينس آيرس: "إنها جمعية مدنية غير ربحية ذاتية التنظيم. ويوجد في مجلسها ممثلون عن جميع القطاعات المختلفة للاقتصاد الأرجنتيني." 
المؤشر الأكثر أهمية في سوق الأوراق المالية هو MERVAL (من MERcado de VALores ، "سوق الأوراق المالية")، والذي يتضمن أهم الأوراق. المؤشرات الأخرى هي Burcap و Bolsa General و M.AR. ومؤشرات العملة إندول والجملة إندول .
تم تصميم المقر الرئيسي الحالي للبورصة في شارع لياندرو عالم من قبل المهندس المعماري النرويجي الأرجنتيني أليخاندرو كريستوفرسن في عام 1913، وتم الانتهاء منه في عام 1916  تم تصميم الملحق الحداثي من قبل المهندس المعماري المحلي ماريو روبرتو ألفاريز في عام 1972، وافتتح في عام 1977 
تضم بورصة بوينس آيرس مكتبة متخصصة تحتوي على أكثر من 20000 مجلد تركز على البورصات وأسواق الأوراق المالية والقانون التجاري والشركات والبنوك والعملة. تعد هذه المجموعة الواسعة بمثابة مصدر بحثي قيم لمختلف الأفراد، بما في ذلك الأكاديميين وطلاب القانون والاقتصاد والمؤرخين والعلماء والباحثين والمهنيين الذين يبحثون عن معلومات تتعلق بسوق الأوراق المالية. تشتمل المجموعة الواسعة من الصحف بالمكتبة على منشورات يومية بارزة ومجلات فنية ومجلات. 
حاليًا، تمر بورصة بوينس آيرس بالمراحل الأولية لتعزيز نظام قاعدة البيانات الخاص بها لتحسين إدارة مدخلاتها البالغ عددها 28000. يهدف هذا المشروع الجديد إلى الاستفادة من الموارد الببليوغرافية لمكتبة بورصة بوينس آيرس لدعم شبكة شبكات المعلومات الاقتصادية والاجتماعية (UNIRED)، التي تسهل الوصول إلى مستودع ضخم يضم 1.3 مليون مدخل ببليوغرافي من المكتبات في جميع أنحاء البلاد. باعتبارها عضوًا نشطًا في شبكة شبكات المعلومات الاقتصادية والاجتماعية، تلعب مكتبة بورصة بوينس آيرس دورًا حاسمًا في تمكين الوصول إلى هذه المجموعة الواسعة من المعرفة. 

## أنظر أيضاً
- اقتصاد الأرجنتين
- قائمة البورصات
- قائمة البورصات الأمريكية